# Kolegij predsednika Državnega zbora Republike Slovenije
Kolegij predsednika Državnega zbora je posvetovalno telo predsednika Državnega zbora Republike Slovenije, ki v primerih, ki jih določa Poslovnik državnega zbora, tudi odloča. 

## Delovanje
Je »posvetovalno telo predsednika. Seje kolegija so javne. Kolegij sestavljajo predsednik in podpredsedniki državnega zbora, vodje poslanskih skupin in poslanca narodnih skupnosti. Pri delu kolegija sodeluje generalni sekretar državnega zbora, vodja zakonodajno-pravne službe državnega zbora, lahko pa tudi predsedniki delovnih teles, predstavniki vlade, strokovni delavci državnega zbora in drugi udeleženci. Kolegij obravnava vprašanja in pobude poslancev, ki se nanašajo na delo državnega zbora. O stališčih kolegija do teh vprašanj in pobud obvesti poslance predsednik državnega zbora.
Kolegij odloča o predlogu za sprejetje predloga zakona po nujnem postopku (razen kadar predsednik vlade veže vprašanje zaupnice na sprejem zakona); predlogu za obravnavo predloga zakona po skrajšanem postopku; predlogu, da se opravi predhodna obravnava zakona, času trajanja seje državnega zbora in času obravnavanja posameznih točk dnevnega reda ter o določitvi časa trajanja razprav poslancev oziroma poslanskih skupin in drugih udeležencev seje; številu mest v delovnem telesu, ki pripada posamezni poslanski skupini, kateri poslanski skupini pripada mesto predsednika ali podpredsednika posameznega delovnega telesa; sestavi delegacij državnega zbora v mednarodnih parlamentarnih institucijah ter v mednarodnih organizacijah in v mednarodnih telesih; roku, v katerem lahko državni svet poda mnenje o zadevah z izredne seje državnega zbora; o zadevah, ki so uvrščene na razširjeni dnevni red seje državnega zbora, in o predlogu zakona, ki se predlaga po nujnem postopku ter tudi o drugih zadevah, ki jih natančneje določa poslovnik državnega zbora.
V primerih, kadar kolegij odloča, je odločitev kolegija sprejeta, če predlog podpirajo vodje poslanskih skupin, katerih člani predstavljajo več kot polovico vseh poslancev v državnem zboru. Večinsko voljo kolegija ugotovi predsednik državnega zbora.«

## Sestava

#### 4. državni zbor Republike Slovenije
- Predsednik: France Cukjati
- Člani: Roberto Battelli, Jožef Horvat, Zmago Jelinčič Plemeniti, mag. Vasja Klavora, dr. Marko Pavliha, Sašo Peče, Miran Potrč, Maria Pozsonec, Jakob Presečnik, mag. Anton Rop, Jože Tanko, mag. Franc Žnidaršič

#### 5. državni zbor Republike Slovenije
- Predsednik: Pavel Gantar
- Člani: Roberto Battelli, France Cukjati, László Göncz, Zmago Jelinčič Plemeniti, mag. Vasja Klavora, Bojan Kontič, Miran Potrč, Jakob Presečnik, mag. Borut Sajovic, Jože Tanko, mag. Franc Žnidaršič

#### 8. državni zbor Republike Slovenije
- Predsednik: Igor Zorčič
- Člani: Brane Golubović, Matjaž Han, Tina Heferle, Ferenc Horvath, Jožef Horvat, Zmago Jelinčič Plemeniti, Franc Jurša, Maša Kociper, Danijel Krivec, Branko Simonovič, Janja Sluga, Jože Tanko, Matej Tašner Vatovec, Felice Žiža
- Nekdanji predsedniki: Matej Tonin, Dejan Židan